# 埃爾布隆格

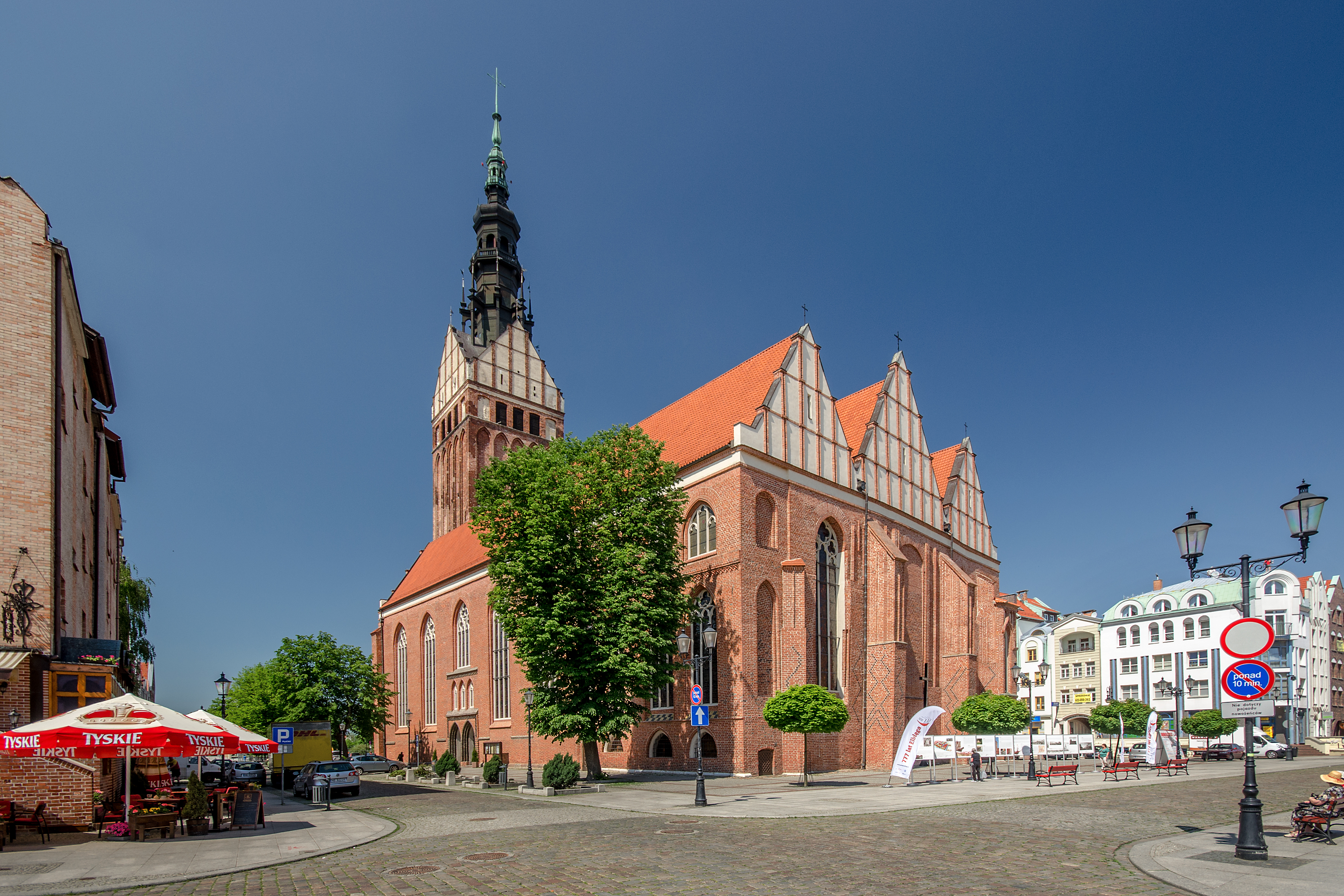
埃爾布隆格

埃爾布隆格（波蘭語：Elbląg，發音：[ˈɛlblɔŋk] ⓘ），德语旧称埃尔宾（發音：[ˈɛlbɪŋ] ⓘ），是位於波蘭北部瓦爾米亞-馬祖里省的一個城市，約有11萬名居民。埃爾布隆格曾是埃爾布隆格省的行政中心（1975年至1998年）和格但斯克省（1945年至1975年）的一個縣城。

## 历史

### 维京时代（9-11世纪）
波兰王国王冠领 1454年–1569年

 波蘭立陶宛聯邦 1569年–1772年

 普魯士王國 1772年–1871年

 德意志帝國 1871年–1918年

 魏瑪共和國 1918年–1933年

 納粹德國 1933年–1945年

 波蘭人民共和國 1945年–1989年

“Ilfing”一名首次出现于《奥塞尔与乌尔夫斯坦航行记》，该书为阿尔弗雷德一世时期的古英语编年史，记载了维京人探险者提供的信息。
中世纪时期，维京人建立的特鲁索定居点位于德鲁兹诺湖上，靠近现今埃尔布隆格的位置，属于历史上的波盖萨尼亚地区；该聚落于10世纪时被焚毁。 13世纪初，条顿骑士团征服该地区，在湖畔修建城堡并建立埃尔宾（Elbing）城市，居民多来自吕贝克（现今该湖面积已缩小，湖面已不再延伸至市区）。居民起义摧毁骑士团城堡后，城市先后归属波兰王国（1454年）、普鲁士王国（1772年）及德国（1871年）。在第二次世界大战中，埃爾布隆格严重受损，战争结束后，根据波茨坦协定，该地划归波兰，原德国居民被大规模驱逐。城市重新由波兰人定居。

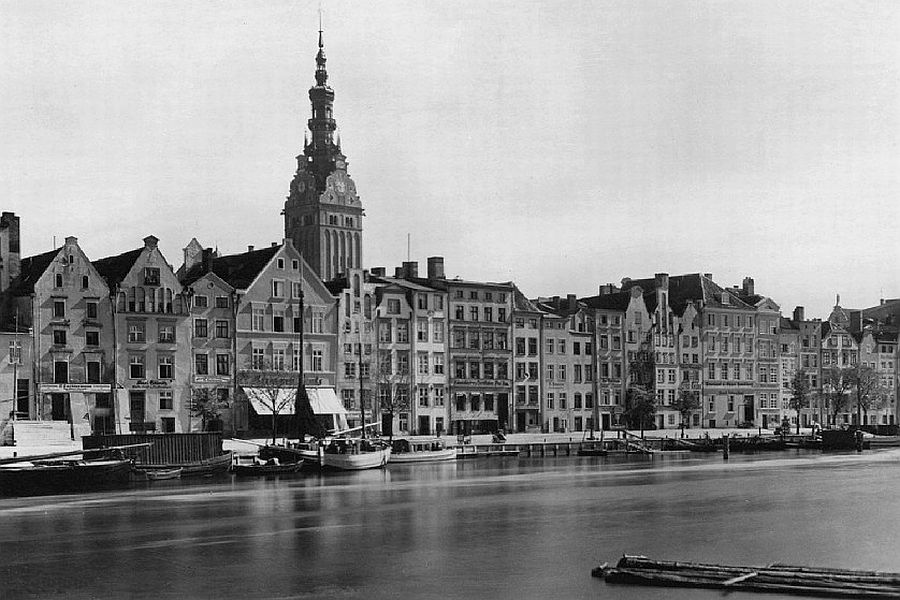
1930年从粮仓岛远眺埃尔布隆格

特鲁索港最早约于公元890年由赫德比的乌尔夫斯坦提及，他是盎格鲁-撒克逊水手，受英格兰国王阿尔弗雷德大帝命令沿波罗的海南岸航行。由于海岸线变化剧烈，特鲁索的具体位置长期不明，但大多数历史学者认为其位于或邻近现代埃尔布隆格市的德鲁兹诺湖附近。该地在更早时期已为罗马帝国所知。
作为一座重要港口，特鲁索服务于早期中世纪波罗的海贸易路线，连接北方的比尔卡、哥特兰岛与维斯比。从那里，商人继续沿琥珀之路南行至卡农图姆。这条古老的贸易路线进一步向西南和东南延伸至黑海，最终到达亚洲。东西向贸易路线则由特鲁索出发，沿波罗的海通向日德兰半岛，再由内陆河流抵达赫德比，一个位于日德兰的大型贸易中心。特鲁索的主要商品包括琥珀、毛皮和奴隶。
1897年出土的文物和1920年代的考古发掘将特鲁索定位于“汉斯多夫庄园”（Gut Hansdorf）。在埃尔布隆格还发现了一处大型墓地。近期波兰的考古挖掘在约20公顷范围内发现了烧焦木梁、灰烬及千年文物。这些文物多数已于埃尔布隆格博物馆展出。

### 普鲁士十字军（1226-1246）

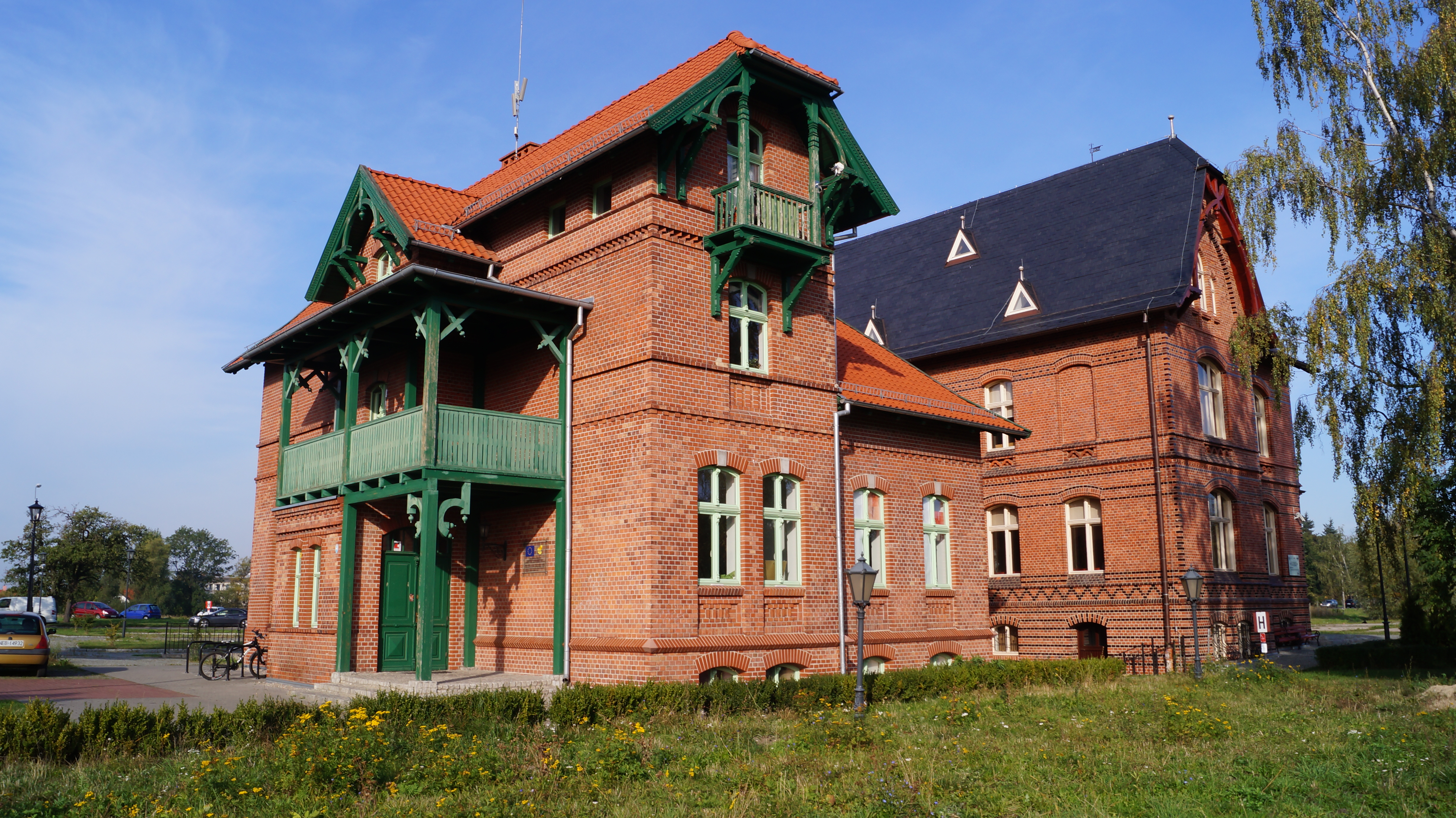
位于埃尔布隆格郊区的新哥特式砖结构庄园建筑

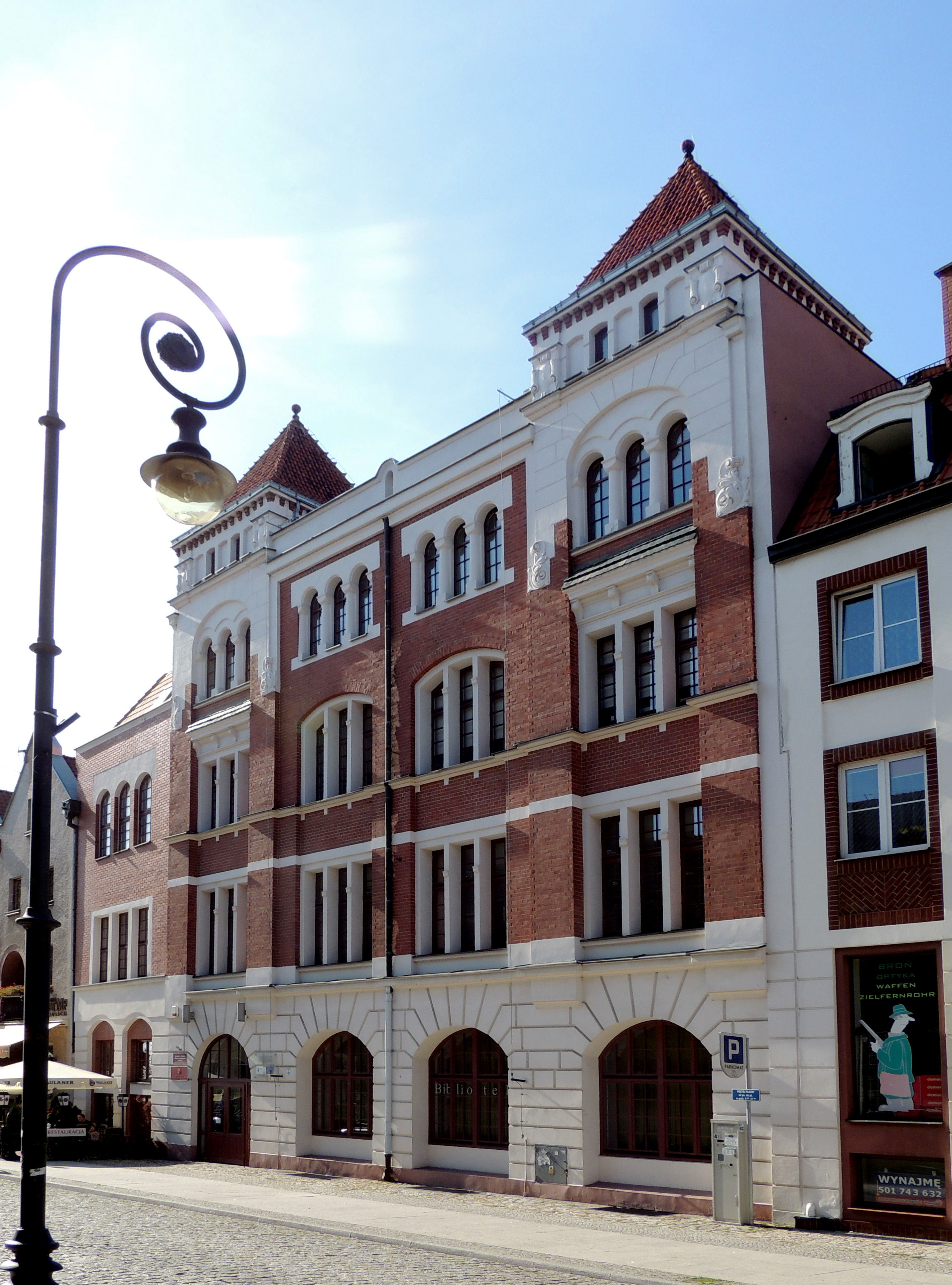
圣灵街（ulica Świętego Ducha）上几幢战前社会住宅

对普鲁士地区的征服企图始于997年，当时波兰公爵博莱斯瓦夫一世在教皇的支持下派遣军队及传教士布拉格的阿达尔贝特，对这些信仰异教的古普鲁士人（非斯拉夫民族）发动征服与皈依的十字军远征。此次十字军行动涵盖了波罗的海沿岸大片地区，从波兰城市格但斯克以东直到桑比亚。1209年起，马佐夫舍公爵康拉德一世发起多次征伐，他的动机主要是对普鲁士领土的军事征服，而非真正的基督化。尽管波兰方面屡次奋战，古普鲁士最终在一系列战争中灭亡，而这些战争多由教皇何诺三世策动，他频繁呼吁发动十字军。
在最终征服普鲁士人之前，波兰统治者与马佐夫舍公国（当时已皈依基督教）在北部扩张中屡遭挫败。除零星边境冲突外，大规模攻势曾分别于1219年、1220年和1222年发动。1223年波兰军队于海乌姆诺遭遇惨败后，位于该地的奥利瓦的克里斯蒂安主教及马佐夫舍领主被迫采取防御态势。
1226年，公爵康拉德一世请求条顿骑士团协助征服普鲁士。至1230年，骑士团控制海乌姆诺（库尔姆）并开始以神圣罗马帝国名义主张对征服地的所有权，尽管波兰方面始终拒绝承认这一主张。骑士团的战略是沿维斯瓦河推进，控制三角洲地带，在普鲁士人与格但斯克之间设防。条顿骑士最终在埃爾布隆格修建了城堡。
《普鲁士地志编年史》（Chronicon terrae Prussiae） 记载了建城前，骑士团对德鲁兹诺湖周边的征战：

译文：“凡此地所有的防御堡垒……位于德鲁兹诺湖一带……皆在击杀或俘虏异教徒后被骑士强攻摧毁，焚为灰烬，夷为平地。”
值得注意的是，特鲁索并非在骑士团攻入后才被取代为埃尔宾城堡与城市，其实早于10世纪便已毁于火灾，居民四散。

### 条顿骑士团时期（1246-1454）
《普鲁士地志编年史》 记载了在赫尔曼·巴尔克（Hermann Balk）领导下建立埃爾布隆格城的过程。
骑士团在边境伯爵亨利三世的协助下建造了两艘船只——“朝圣者号”（Pilgerim）与“弗里德兰号”（Vridelant），并用其清除维斯瓦潟湖（Frisches Haff）与维斯瓦沙嘴上的异教徒：

译文：“潟湖的异教侮辱已被清除……”
当时的埃爾布隆格河属波美萨尼亚，而潟湖则属于波盖萨尼亚。埃爾布隆格最初即建于波盖萨尼亚：

译文：“骑士团团长来到波盖萨尼亚，在埃尔宾河中段的一座岛上——即河水注入潟湖之地——建起一座要塞，并以‘埃尔宾’为名，年份为主之降生1237年。另有记载称，该要塞后遭异教徒攻陷，遂迁至现址，并于其周围形成城市。”

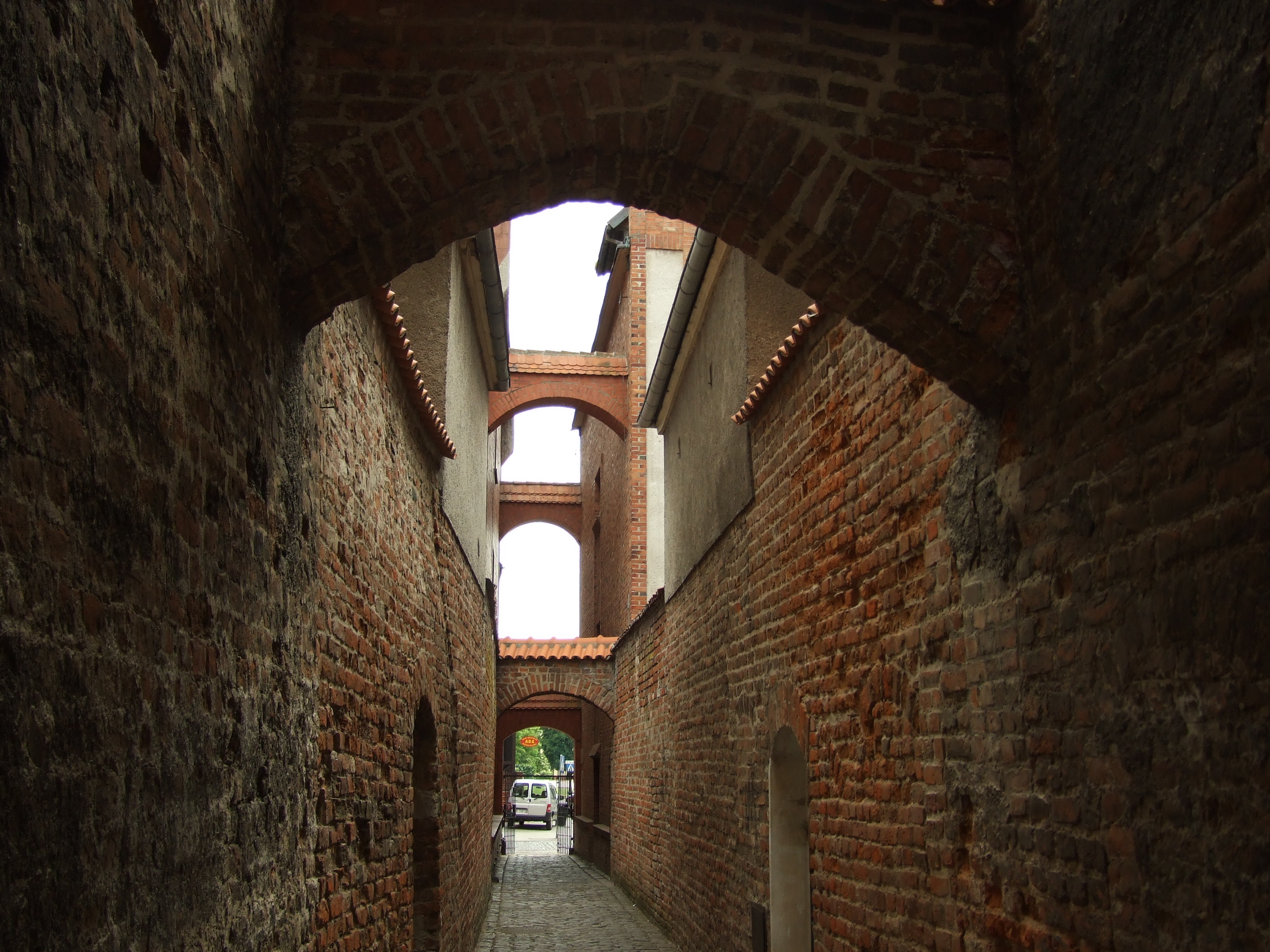
中世纪教堂通道，连接老城区教堂与民宅之间

上述两次登陆作战皆由舰船完成。《地志编年史》提到这两艘船使用多年后沉于德鲁兹诺湖。1238年，多明我会获准在该地建立修道院。尽管波美萨尼亚尚未彻底征服，骑士团自1240年起开始于聚落南侧修建砖石城堡。
埃爾布隆格最早的产业与古老的特鲁索相同，即出口琥珀与骨制工艺品。1243年，教皇使节威廉·莫德纳设立了波美萨尼亚教区及另外三个教区。最初这些教区仅为名义上的“概念”，但在本世纪内逐渐成为事实。
埃爾布隆格的建立并未终结该地区古普鲁士文明的历史。1825年，一部列有波罗的语族中古普鲁士语词汇的手稿被发现，后称为《埃尔宾词汇表》。该文献共收录802个词汇，属波美萨尼亚方言，附以早期高地德语对应词。该词汇表的具体来源不详，其结构类似现代旅行词典，可能是德语使用者与古普鲁士人交流时所用工具，但具体背景尚无定论。手稿最终被称为《诺伊曼抄本》（Codex Neumannianus），在二战中英国对埃爾布隆格图书馆的空袭中原件被毁，但事前已有影印版流传。该抄本估计成于1400年左右，为后期复制本，原稿出处唯一可知的是其来自波美萨尼亚。

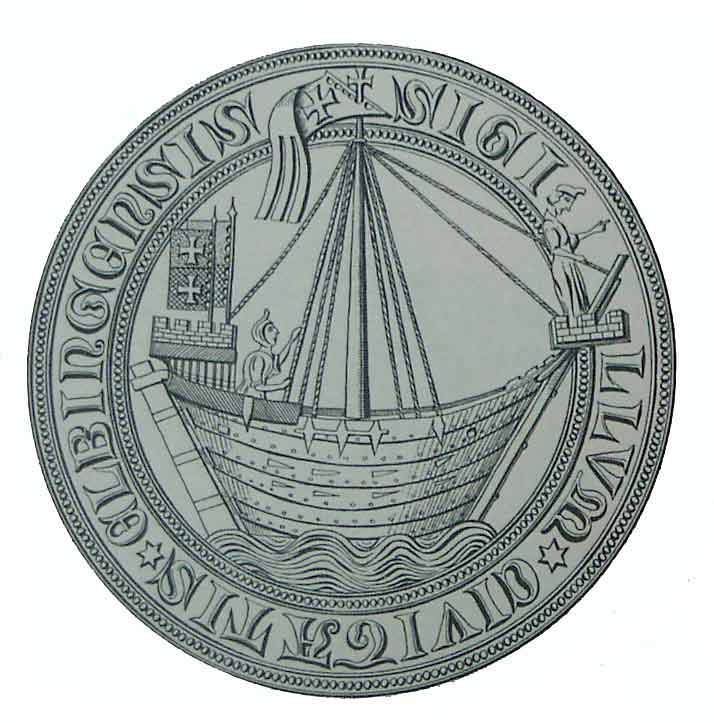
1350年埃尔宾城市印章

1246年，埃爾布隆格获得吕贝克法市宪章，该法常用于海运城市，相较于马格德堡法更强调城市自治。该决策反映出骑士团支持商会式发展的战略；1358年，这种策略助力于催生汉萨同盟。骑士团积极参与同盟事务，并将其用于在波罗的海地区设立贸易基地。
尽管如此，骑士团在所建城市内设有驻军指挥官驻于城堡内，并握有终极权力，该城堡往往也被用作监狱。吕贝克法虽赋予城市一定程度的自治，但与骑士团军事集权结构有所矛盾。加入汉萨同盟使埃爾布隆格与英格兰、法兰德斯、法国和荷兰建立重要贸易联系。该市多次获得英国国王、波兰国王、波美拉尼亚公爵及骑士团的贸易特权。例如旧城区宪章于1343年被提升，1393年获得谷物、金属和林产贸易的“交易所特权”。
当时的埃爾布隆格除要塞和教堂外，从现代视角来看更接近一个大村庄。城市面积约为300米 × 500米（984.25英尺 × 1,640.42英尺），设有码头、集市与五条街道。城堡于1251年完工。1288年大火烧毁了除砖建教堂外的整座聚落，随后立即启动了城墙建设工程。从1315年至1340年，城市得到重建。约1337年成立名为“新城”的独立聚落，并于1347年获得吕贝克法。1349年，黑死病袭击该地，属欧洲瘟疫晚期阶段。疫情后城市重建继续，于1364年为港口安装了起重机。
用德语撰写的《埃尔宾法书》（Elbinger Rechtsbuch）首次记录了波兰习惯法。其中所述波兰法律以萨克森之镜为基础，旨在协助法官判案。这一法典被称为Księga Elbląska（意为“埃尔布隆格法典”），是现存最早记录波兰习惯法的文献。
1410年，在波兰-立陶宛-条顿战争期间，埃爾布隆格市民起义驱逐骑士团，并迎接波兰军队，向国王瓦迪斯瓦夫二世·亚盖洛宣誓效忠，后者赐予该市新的特权。 然而城堡防御薄弱，骑士团重新夺回并承诺允许波兰守军安全撤离，但随后背信弃义，部分守军被杀，其他人被囚。

### 波兰王国时期（1454-1772）

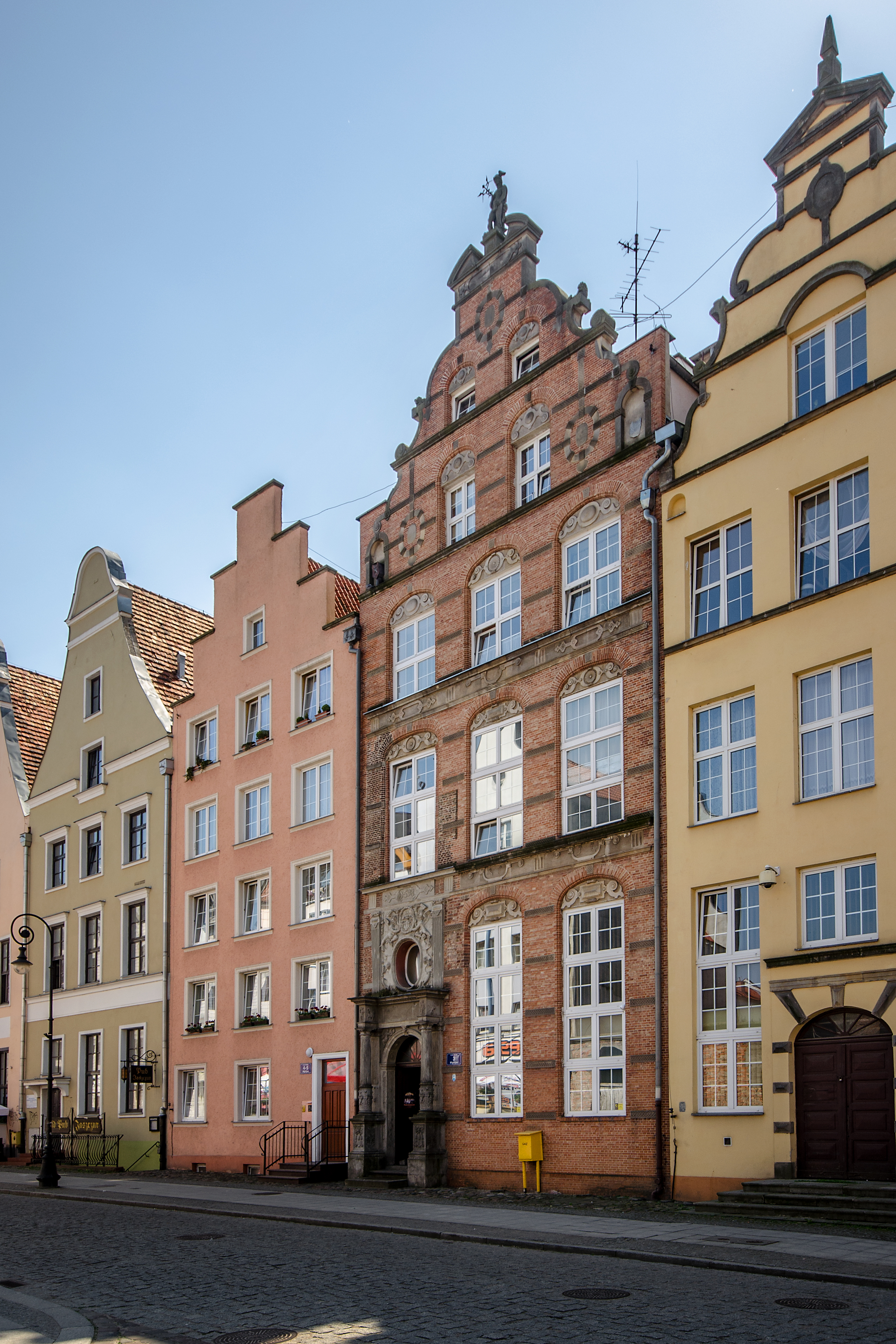
埃尔布隆格保存完好的民居，其风格常被比作阿姆斯特丹与格但斯克

1440年2月，该市召开会议，来自包括埃爾布隆格在内的多座城市及地区贵族的代表在此聚会，决定成立反对条顿骑士团统治的普鲁士邦联。 同年4月与5月，邦联再次在埃爾布隆格举行会议，更多城镇与贵族加入该组织。
1454年，邦联领导发动起义，反抗条顿骑士团的统治，随后代表团向波兰国王卡齐米日四世·亚盖隆递交请愿，要求将该地区（包括埃爾布隆格）纳入波兰王国王冠领。国王同意并于1454年3月在克拉科夫签署并入法案， 由此引发十三年战争，这是波兰与条顿骑士团之间历时最久的一场战争。埃爾布隆格市长于1454年3月正式向国王效忠， 市民也承认卡齐米日四世为合法统治者。
城市在宣誓效忠后获得与托伦、格但斯克类似的重大特权。从1454年起，卡齐米日四世授权该市铸造波兰货币。 战争最终以波兰胜利告终。根据1466年的《第二次托伦和约》，条顿骑士团放弃对该市的一切主张，承认其为波兰领土。
在波兰王国内，埃尔布隆格被划入新设立的王家普鲁士自治地区的马尔堡省，后亦属更大的大波兰省辖区。波兰王室称其为“Elbląg”（埃尔布隆格）。1569年波兰与立陶宛合并为波兰立陶宛联邦后，该市归波兰王室直辖。作为当时波兰最大且最有影响力的城市之一，埃尔布隆格拥有波兰王室选王时期的选举投票权。1504年至1530年间，尼古拉·哥白尼多次造访该市。
随着16世纪宗教改革浪潮，该市市民改信路德宗，1535年在埃尔布隆格成立了首座路德宗中学（Gymnasium）。
自1579年起，埃尔布隆格与英格兰建立了密切贸易关系，并给予英方“自由贸易”权利。英格兰、苏格兰与爱尔兰商人定居于此，并建立了苏格兰归正教会分支，成为城市居民。部分人支持新教国家瑞典帝国参与三十年战争。但与邻近的格但斯克的竞争数次中断了贸易关系。至1618年，埃尔布隆格因与英格兰经济往来密切而退出汉萨同盟。
当时著名的市民包括本地人汉斯·冯·博德克与塞缪尔·哈特利布。在三十年战争期间，瑞典首相阿克塞尔·奥克森谢尔纳将摩拉维亚弟兄会难民夸美纽斯安置在该市居住六年（1642–1648）。1642年，作曲家约翰·斯托拜斯与约翰·埃卡德合作，出版了《普鲁士节日颂歌》（Preussische Fest-Lieder）。1646年，市书记官丹尼尔·巴尔霍尔茨记录称，市议会雇有“琥珀工匠”（Bernsteindreher）或“念珠匠”（Paternostermacher），这些工匠为行会成员，专事生产琥珀祷告珠、念珠与其他琥珀制品。巴尔霍尔茨家族成员后成为该市市长与议员。

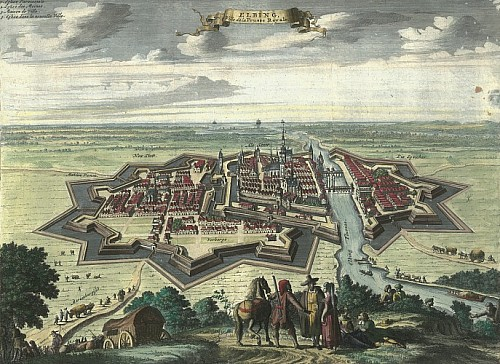
1720年地图集中的埃尔布隆格城市风貌，出自彼得·范·德·阿，原图绘制者为马蒂亚斯·梅里安

三十年战争期间，维斯瓦潟湖是瑞典国王古斯塔夫·阿道夫在波罗的海南部的主要基地，被誉为“新教卫士”。至1660年，潟湖曾短暂归属勃兰登堡选侯腓特烈·威廉，后于1700年归还波兰。诗人克里斯蒂安·韦尼克1661年出生于埃尔布隆格，戈特弗里德·阿亨瓦尔因其在自然法与国际人权法方面的教学而成名。1700–1710年间，该市曾为瑞典军占领。1709年遭俄国围攻，并于1710年2月2日被攻陷，在普鲁士炮兵支援下，俄军强占该市。1712年，该市移交给波兰国王奥古斯特二世。波兰王室数学家与制图师约翰·弗里德里希·恩德尔施于1755年绘制《瓦尔米亚地图》，并制作一幅铜版蚀刻画，描绘“埃爾布隆格号”战舰。
1734年波兰王位继承战争期间，该市被俄罗斯帝国与萨克森选侯国联合占领。 1758–1762年间七年战争期间，城市再次为俄国占领。

### 普鲁士王国时期（1772-1933）

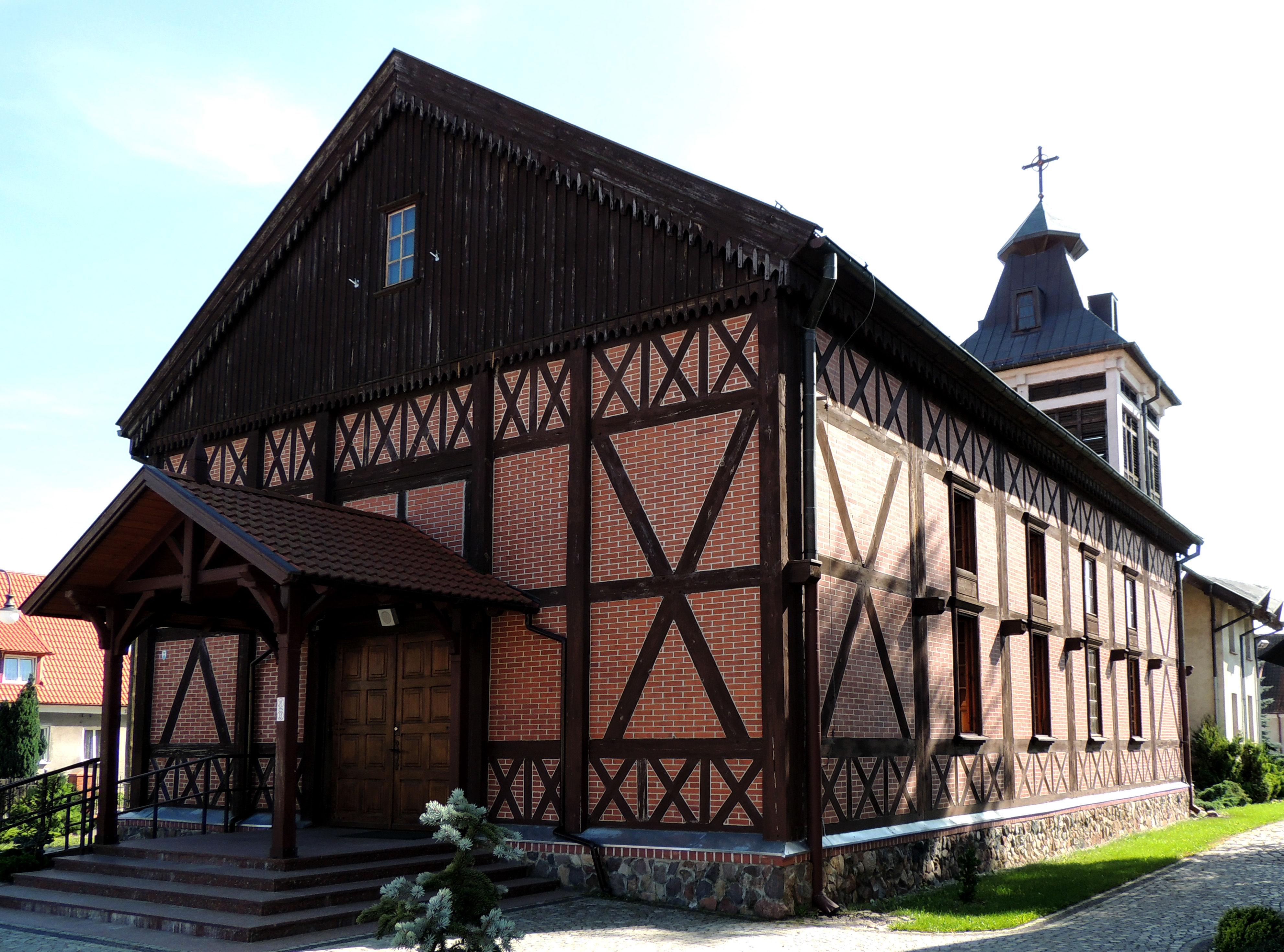
圣三一教堂（木构架建筑）

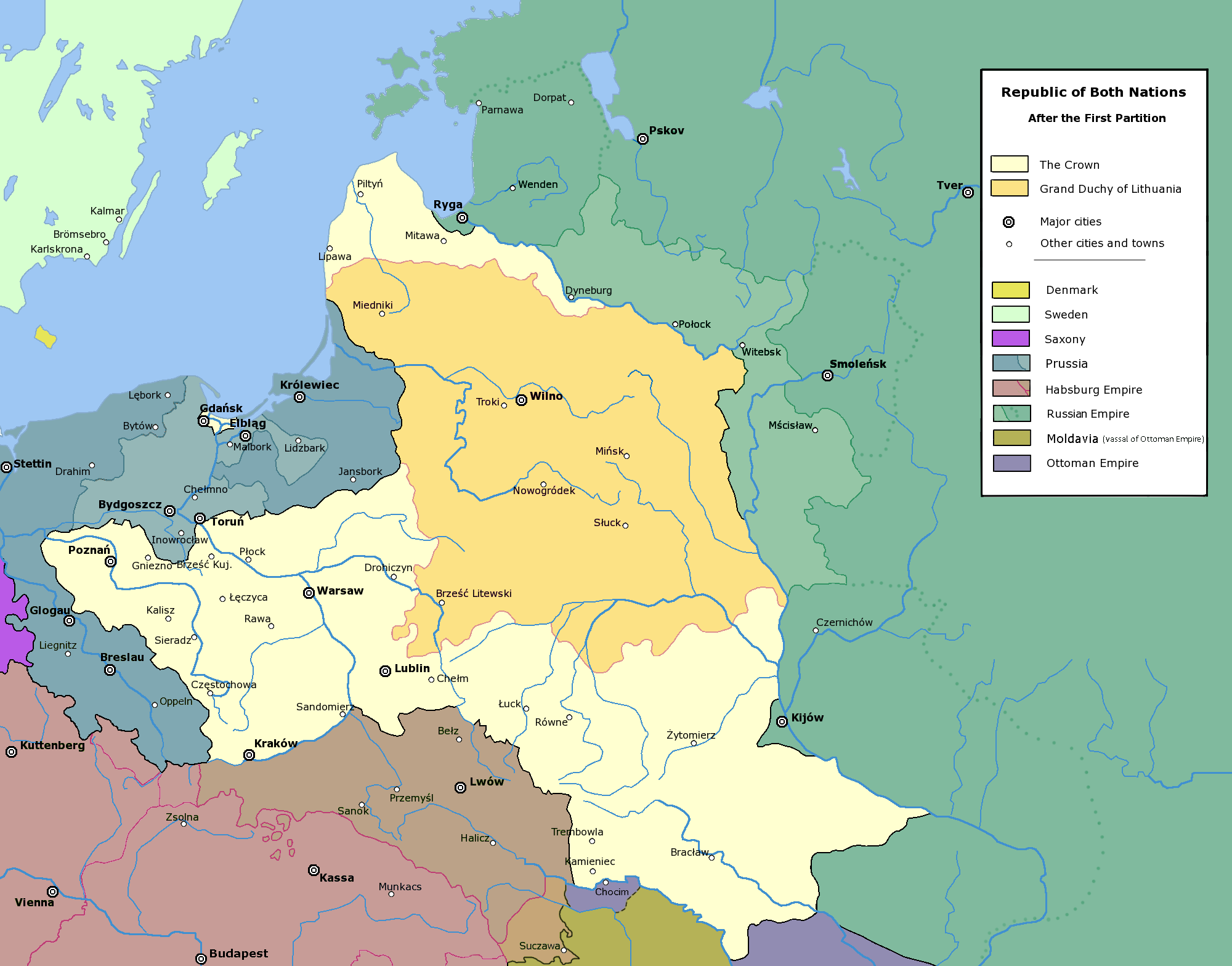
第一次瓜分波兰所吞并的疆土

1772年第一次瓜分波兰期间，普鲁士国王腓特烈二世吞并埃爾布隆格。1773年，该市被编入新设的西普鲁士省。在1815年拿破仑战争后的普鲁士省制改革中，埃尔布隆格及其周边地区划归西普鲁士的但泽行政区（Regierungsbezirk Danzig）。
1831年10月至11月，十一月起义失败后，多个波兰步兵、骑兵、炮兵部队，以及工兵部队和工程兵团在前往拘禁地点途中曾途经或驻扎于该市及周边。起义军总司令马切伊·雷宾斯基将军及将领尤泽夫·别姆、马尔钦·克莱门索夫斯基、卡齐米日·马瓦霍夫斯基、路德维克·米哈乌·帕茨与安东尼·弗罗涅茨基等人则被拘禁于城中。
1831年12月22日，普鲁士军方试图镇压拒绝被遣返至沙俄占领区的波兰战俘，向已解除武装、拒绝迁移的起义军发动突袭。 随后，部分起义军参加了“大移民”，如尤泽夫·别姆于1831年12月被普鲁士驱逐出境，马切伊·雷宾斯基则于1832年2月离开该市。
埃尔布隆格随后进入工业化阶段。1828年，伊格纳茨·格鲁瑙建造了该市第一艘蒸汽船。1837年，费迪南德·席考在埃尔布隆格创立席考工厂（Schichau-Werke），后又在格但斯克设立分厂。席考建造了德国第一艘螺旋桨推进船“普鲁士号”（Borussia）。席考工厂生产液压机械、舰船、蒸汽机与鱼雷等工业产品。随着1853年通往柯尼斯堡的铁路开通，埃尔布隆格的工业实现大规模扩张。席考与女婿卡尔·齐泽（Carl H. Ziese）合作，后者继承并扩大了工业园区，厂区规模庞大，可容纳数千工人。格奥尔格·施滕克（Georg Steenke）是来自柯尼斯堡的工程师，他主持修建了上地运河（即埃尔布隆格运河），将埃尔布隆格与普鲁士南部连接。
1871年德意志帝国成立，埃尔布隆格随普鲁士王国一同加入德意志帝国。随着城市工业化，德国社会民主党（SPD）在当地获得压倒性支持；1912年德意志帝国议会选举中，该党得票率达51%。一战结束后，尽管西普鲁士大部分地区归属新生的波兰共和国，埃爾布隆格仍保留在德国，划归东普鲁士。自此该市与德国本土被称为“波兰走廊”的地区隔开。

### 纳粹德国时期（1933-1945）

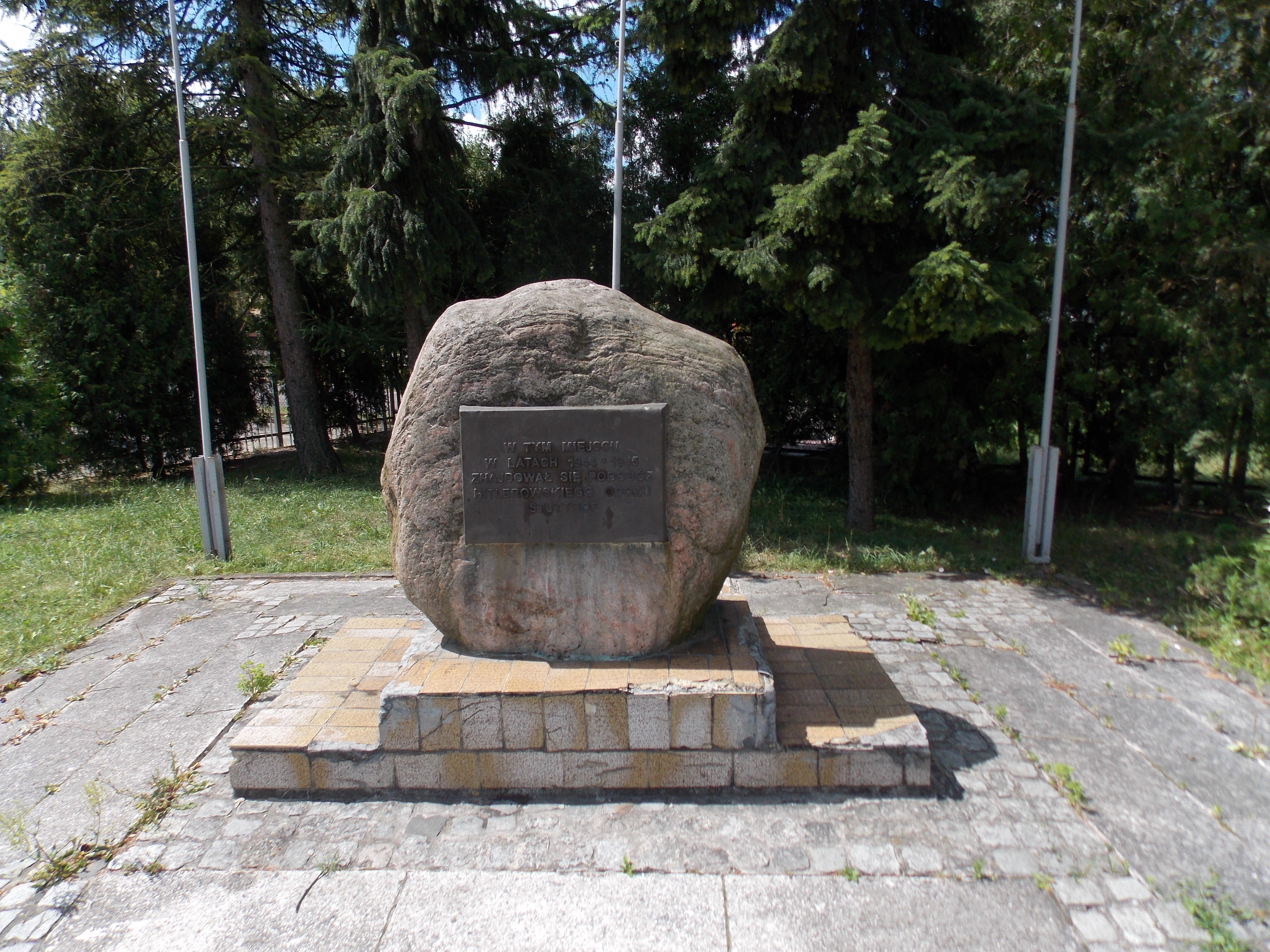
位于埃尔布隆格的施图特霍夫集中营附属营纪念碑

第二次世界大战期间，在纳粹德国统治下，埃尔布隆格设有一所纳粹监狱， 此外还有多个强迫劳动营，包括隶属斯塔拉格I-A战俘营的一个分营， 和斯塔拉格XX-B战俘营的一个分营， 以及施图特霍夫集中营的三个附属营地。
在此期间，许多波兰人被奴役，被迫在当地从事劳动。 波兰地下国的抵抗组织活跃于该市，并成功渗透纳粹德国军工体系。数十名波兰抵抗运动成员被关押于当地监狱，其中至少15人在1942年被判处死刑并执行。
1945年初，随着苏联红军推进，监狱与劳动营被关闭，大量德国居民被迫令撤离。自1945年1月23日起，该市处于围攻状态；至2月9/10日夜间，城市陷落，约65%的城市基础设施被毁，其中包括大部分历史城区。围攻初期，大约10万人口中的绝大多数居民逃离。战后，埃尔布隆格连同所在地区再次划归波兰。虽然该安排是波茨坦会议结果，但早在1945年4月1日，波兰政权已在该地建立地方管理机构。1945年11月1日统计显示，仍有16,838名德国人留在城中。战后，德国居民多数被驱逐，波兰政府试图在人口与主权上造成既成事实，以期在盟国对德国未来做出决定前巩固控制。

### 战后历史（1945至今）

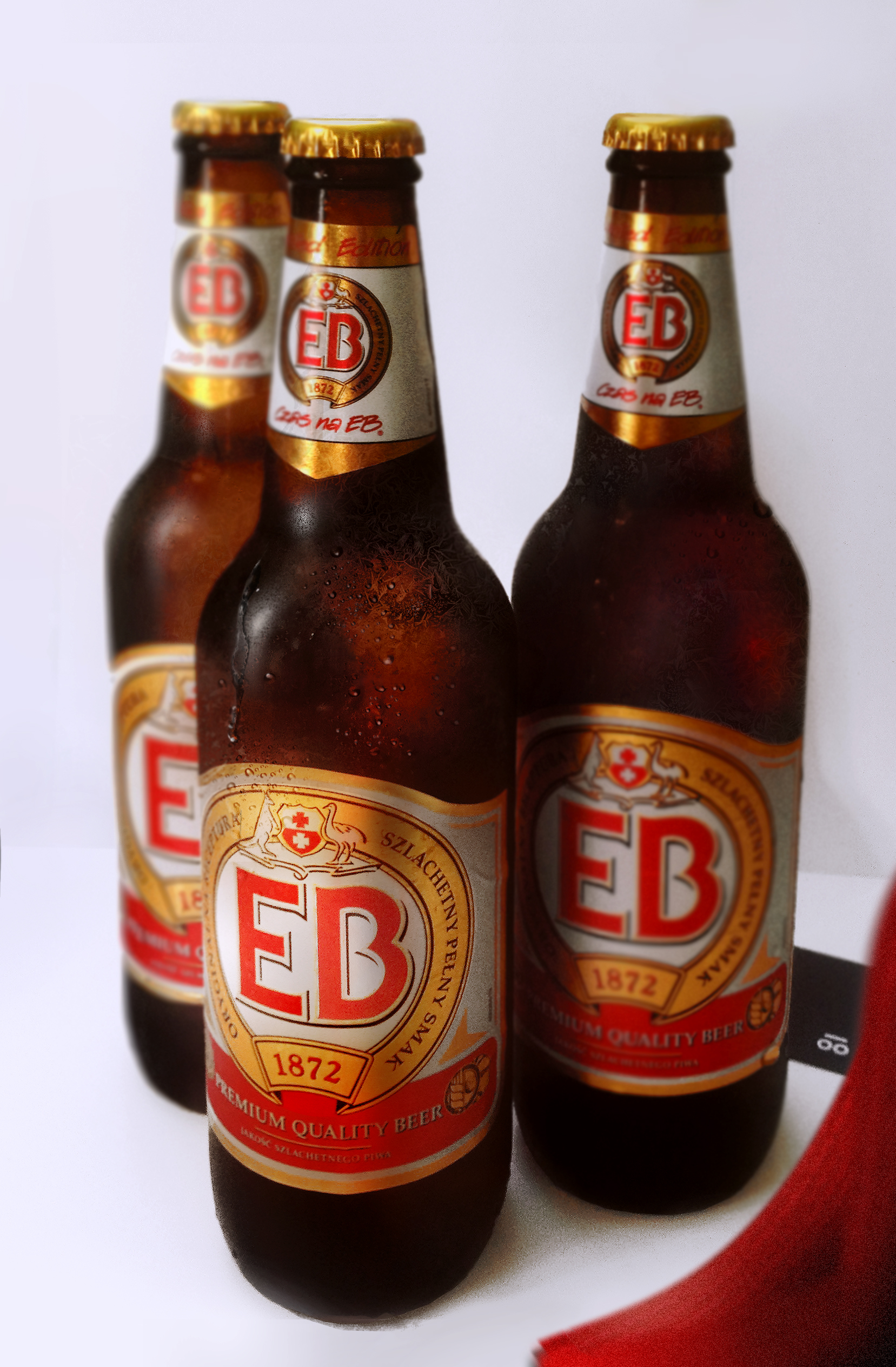
由埃尔布隆格啤酒厂（Elbrewery）生产的EB啤酒，为波兰啤酒品牌

战后，留在埃尔布隆格的德国人被驱逐或迁往德国，由波兰人重新定居。该市成为波兰所谓的收复的领土的一部分。新居民中，约98%来自被苏联吞并的波兰东部地区，被迫从家乡迁移而来。战斗造成的严重破坏使得历史城区部分彻底拆除，砖石被运往华沙与格但斯克用于重建。起初，共产党政权计划在老城区遗址上建设塔式住宅楼，但由于经济困难，这一计划未能实施。仅有两座教堂在战后得以重建，其余旧城区遗迹在1960年代被全部清除。
与三联市（格但斯克、格丁尼亚、索波特）和什切青类似，埃尔布隆格是波兰1970年抗议事件的重要爆发点之一。自1990年后，市内德国少数民族人口略有回升，截至2000年，“埃尔布隆格德意志少数民族协会”（Elbinger Deutsche Minderheit Organization）拥有约450名登记成员。

## 气候
| 埃尔布隆格（1991–2020正常值，1951至今极端数据） | 埃尔布隆格（1991–2020正常值，1951至今极端数据） | 埃尔布隆格（1991–2020正常值，1951至今极端数据） | 埃尔布隆格（1991–2020正常值，1951至今极端数据） | 埃尔布隆格（1991–2020正常值，1951至今极端数据） | 埃尔布隆格（1991–2020正常值，1951至今极端数据） | 埃尔布隆格（1991–2020正常值，1951至今极端数据） | 埃尔布隆格（1991–2020正常值，1951至今极端数据） | 埃尔布隆格（1991–2020正常值，1951至今极端数据） | 埃尔布隆格（1991–2020正常值，1951至今极端数据） | 埃尔布隆格（1991–2020正常值，1951至今极端数据） | 埃尔布隆格（1991–2020正常值，1951至今极端数据） | 埃尔布隆格（1991–2020正常值，1951至今极端数据） | 埃尔布隆格（1991–2020正常值，1951至今极端数据） |
| 月份                                            | 1月                                             | 2月                                             | 3月                                             | 4月                                             | 5月                                             | 6月                                             | 7月                                             | 8月                                             | 9月                                             | 10月                                            | 11月                                            | 12月                                            | 全年                                            |
| ----------------------------------------------- | ----------------------------------------------- | ----------------------------------------------- | ----------------------------------------------- | ----------------------------------------------- | ----------------------------------------------- | ----------------------------------------------- | ----------------------------------------------- | ----------------------------------------------- | ----------------------------------------------- | ----------------------------------------------- | ----------------------------------------------- | ----------------------------------------------- | ----------------------------------------------- |
| 历史最高温 °C（°F）                             | 12.9 (55.2)                                     | 17.7 (63.9)                                     | 22.4 (72.3)                                     | 29.0 (84.2)                                     | 32.0 (89.6)                                     | 33.1 (91.6)                                     | 36.5 (97.7)                                     | 35.7 (96.3)                                     | 30.6 (87.1)                                     | 26.5 (79.7)                                     | 18.1 (64.6)                                     | 13.0 (55.4)                                     | 36.5 (97.7)                                     |
| 平均最高温 °C（°F）                             | 7.3 (45.1)                                      | 8.4 (47.1)                                      | 15.0 (59.0)                                     | 22.7 (72.9)                                     | 26.2 (79.2)                                     | 29.1 (84.4)                                     | 30.3 (86.5)                                     | 30.4 (86.7)                                     | 25.3 (77.5)                                     | 19.2 (66.6)                                     | 12.3 (54.1)                                     | 8.5 (47.3)                                      | 32.0 (89.6)                                     |
| 平均高温 °C（°F）                               | 0.9 (33.6)                                      | 2.2 (36.0)                                      | 6.3 (43.3)                                      | 12.9 (55.2)                                     | 17.8 (64.0)                                     | 20.8 (69.4)                                     | 22.9 (73.2)                                     | 23.0 (73.4)                                     | 18.1 (64.6)                                     | 12.1 (53.8)                                     | 6.0 (42.8)                                      | 2.2 (36.0)                                      | 12.1 (53.8)                                     |
| 日均气温 °C（°F）                               | −1.4 (29.5)                                     | −0.5 (31.1)                                     | 2.7 (36.9)                                      | 8.2 (46.8)                                      | 12.7 (54.9)                                     | 15.9 (60.6)                                     | 18.2 (64.8)                                     | 18.0 (64.4)                                     | 13.7 (56.7)                                     | 8.6 (47.5)                                      | 3.8 (38.8)                                      | 0.2 (32.4)                                      | 8.3 (46.9)                                      |
| 平均低温 °C（°F）                               | −3.6 (25.5)                                     | −3.0 (26.6)                                     | −0.5 (31.1)                                     | 3.9 (39.0)                                      | 8.1 (46.6)                                      | 11.4 (52.5)                                     | 13.9 (57.0)                                     | 13.8 (56.8)                                     | 10.0 (50.0)                                     | 5.6 (42.1)                                      | 1.7 (35.1)                                      | −1.9 (28.6)                                     | 4.9 (40.8)                                      |
| 平均最低温 °C（°F）                             | −14.9 (5.2)                                     | −12.7 (9.1)                                     | −7.4 (18.7)                                     | −2.8 (27.0)                                     | 0.8 (33.4)                                      | 5.2 (41.4)                                      | 8.6 (47.5)                                      | 8.1 (46.6)                                      | 3.6 (38.5)                                      | −1.2 (29.8)                                     | −5.4 (22.3)                                     | −10.8 (12.6)                                    | −17.7 (0.1)                                     |
| 历史最低温 °C（°F）                             | −30.1 (−22.2)                                   | −30.0 (−22.0)                                   | −21.6 (−6.9)                                    | −6.2 (20.8)                                     | −3.5 (25.7)                                     | −0.2 (31.6)                                     | 4.4 (39.9)                                      | 3.4 (38.1)                                      | −1.7 (28.9)                                     | −8.5 (16.7)                                     | −16.9 (1.6)                                     | −22.2 (−8.0)                                    | −30.1 (−22.2)                                   |
| 平均降水量 mm（）                               | 47.4 (1.87)                                     | 37.7 (1.48)                                     | 40.8 (1.61)                                     | 37.0 (1.46)                                     | 58.6 (2.31)                                     | 70.2 (2.76)                                     | 87.1 (3.43)                                     | 77.9 (3.07)                                     | 73.9 (2.91)                                     | 70.3 (2.77)                                     | 57.8 (2.28)                                     | 56.4 (2.22)                                     | 715.0 (28.15)                                   |
| 平均降水天数（≥ 1.0 mm）                        | 10.9                                            | 9.4                                             | 9.2                                             | 7.4                                             | 9.6                                             | 10.2                                            | 10.0                                            | 10.2                                            | 9.8                                             | 11.1                                            | 10.1                                            | 11.4                                            | 119.3                                           |
| 来源：meteomodel.pl                             |                                                 |                                                 |                                                 |                                                 |                                                 |                                                 |                                                 |                                                 |                                                 |                                                 |                                                 |                                                 |                                                 |

## 友好城市
| - 乌克兰 捷尔诺波尔 - 德国 莱尔 - 瑞典 龍訥比 - 立陶宛 德魯斯基寧凱 - 拉脫維亞 利包 | - 白俄羅斯 新格魯多克 - 法國 贡比涅 - 英国 特羅布里奇 - 智利 科金博 - 中华人民共和国 寶雞市 - 中華民國 臺南市 - 波蘭 新松奇 |

前友好城市：
- 俄羅斯 加里宁格勒州加里宁格勒（1994年至2022年）
- 俄羅斯 加里宁格勒州波羅的斯克 （1994年至2022年）
- 白俄羅斯 新格鲁多克 （1994年至2022年）

2022年2月28日，作为对2022年俄罗斯入侵乌克兰以及白俄罗斯共和国积极支持该行动的回应，埃尔布隆格市宣布终止与俄罗斯城市加里宁格勒、巴尔季斯克以及白俄罗斯城市新格鲁多克的友好城市关系。